# Скрінмейт
Скрінмейт — (англ. screen - екран, mate - приятель) екранні друзі — це невеликі, зазвичай безкоштовні, програми з анімаційною твариною, людиною, іграшкою або предметом, що може жити на вашій стільниці і виконувати певний ряд дій, як то пити, їсти, спати, бігати.
Першим скрінмейтом вважають японську кішку Neko, яка переслідує курсор. Зараз в інтернеті можна безкоштовно завантажити скрінмейти-тамагочі та месадж мейти з жартами і привітаннями (message-mates). Більшість цих програм є безкоштовними, адже вони є рекламною продукцією іменитих брендів (Puppy Cottonelle), організацій з охорони тварин (ASPCA), сучасних мультфільмів (Family Guy) та кінофільмів (X-men).